# Waldir Vicente
Waldir Vicente (Araxá-MG, 12 de setembro de 1943 - São Paulo-SP, 31 de outubro de 2021) foi um ferroviário, futebolista (zagueiro/quarto-zagueiro), treinador e supervisor de futebol brasileiro.
Foi o primeiro jogador do Nacional-SP a defender as cores da Seleção Brasileira, quando foi convocado para os Jogos Pan-Americanos de 1963, conquistando neste certame a medalha de ouro.

## Carreira futebolística
Iniciou sua carreira no Nacional Atlético Clube, em 1958, permanecendo no clube até 1966. Neste período, atuou pela seleção paulista de Juniores, sendo vice campeão Brasileiro em 1962. Foi convocado para os Jogos Pan-americanos de 1963, realizado na cidade de São Paulo, sendo campeão ao lado de jogadores como Jairzinho e Carlos Alberto Torres, que futuramente despontariam e seriam campeões da Copa do Mundo no México em 1970.
Seguiu sua carreira com passagem por Paulista de Jundiaí (1966-1971), sendo campeão paulista invicto em 1968 da Série A2. Atuou também pela A. A. Ponte Preta (1971-1974).
Antes de encerrar sua carreira, retornou ao Nacional em 1974, passou por Saad (1975) e enfim pendurou as chuteiras em 1978 pelo Nacional Atlético Clube.
Após encerrar sua carreira como jogador, trabalhou na Rede Ferroviária Paulista como controlador de movimento, parte da RFFSA de 1976 a 1993.

## Carreira de treinador e supervisor de futebol
(1994-2000): Foi treinador das categorias de base do Nacional A.C: Infantil, juvenil e juniores.
(2001-2005): Foi supervisor do Departamento amador e profissional do Nacional A.C.
Trabalhou no Projeto Nosso Sonho, parceria com a Federação Paulista de Futebol como instrutor, de 2006 a 2012.

## Conquistas
Paulista de Jundiaí
- Campeonato Paulista de Futebol - Série A2: 1968

Seleção Brasileira
- Jogos Pan-Americanos: 1963